# Pflegschloss Hirschau
Pflegschloss Hirschau ist der Name eines in Hirschau im Landkreis Amberg-Sulzbach in Bayern gelegenen Schlosses. Es ist unter der Aktennummer D-3-71-127-8 als Baudenkmal verzeichnet. „Archäologische Befunde des frühneuzeitlichen Schlosses und der mittelalterlichen Burg von Hirschau“ werden zudem als Bodendenkmal unter der Aktennummer D-3-6437-0037 geführt.

## Geschichte

### Baugeschichte
Die Anfänge des Pflegschlosses sind nicht genau bekannt. Sicher ist jedoch, dass auf dem Schlossareal bereits zur Gründung der Siedlung Hirschau durch die Grafen von Hirschberg im 13. Jahrhundert eine Befestigung existierte. Das Schloss war die erste und einzige Befestigungsanlage, bis die Stadt ihren Mauerring mit Wassergürtel erhielt.
Da seit 1325 das Pflegamt Hirschau existierte, dürfte seit dieser Zeit ein schlossähnliches Gebäude Teil der Festungsanlage gewesen sein. Untersuchungen am Mauerwerk belegen, dass Teile des Schlosses aus dem 14. Jahrhundert stammen. Vermutlich existierte zu Beginn nur ein befestigter Mauerring, der zu einer Festung ausgebaut wurde, die 1474 abbrannte. Nach dem Brand wurde an derselben Stelle das heute noch bestehende Schloss wiederaufgebaut und, nach einer Inschrift im Erker, 1478 fertiggestellt.
Der noch erhaltene, dreigeschossige Schlossbau mit Treppengiebeln und gefassten Fenstergewänden reicht in seiner heutigen Erscheinung in das 15. Jahrhundert zurück, doch dürfte das Mauerwerk teilweise noch älter sein. An der Westlangseite des Schlosses befindet sich ein Erker mit zwei Inschrifttafeln, auf der oberen steht eingemeißelt: „1478 Wilhalm Tondorffer“, der um diese Zeit Pfleger in Hirschau war. Die untere Tafel zeigt zwei Wappenschilde mit den bayerischen Rauten bzw. Löwen und dem Namen „Maister Erhar“. Dieser hat möglicherweise den Umbau des Schlosses geleitet und ist vielleicht identisch mit Erhard Bauer, der längere Zeit in Eger ansässig war und in der Oberpfalz arbeitete. An- und Umbau in neuerer Zeit haben den ursprünglichen Charakter der Schlossanlage entscheidend geändert.
In den damaligen wechselvollen Zeiten, als die Herrschaft selten von Dauer war und zahlreiche Kriege das Land überzogen, diente es als Festung der noch kleinen Ortschaft. Dazu war es von einem Schlossweiher nach außen hin und einem Wassergraben zur Stadt hin umgeben, der einzige Zugang war durch eine Zugbrücke gesichert.
Im Laufe der Jahrhunderte wurde das Hauptgebäude mehrmals umgebaut, um es an die jeweilige Nutzung anzupassen. Die übrigen Gebäude des Areals waren abgesehen von zwei Eck-Türmen, die um 1800 verschwanden, und dem Zollgebäude, der heutigen Wirtschaft, nie dauerhafte Bauten gewesen. So brach man mit dem Wiederaufbau des Schlosses im 15. Jahrhundert Fenster in die Stadtmauer, die im 16. Jahrhundert versetzt oder erweitert wurden. Für die Nutzung als Brauerei wurden im 19. Jahrhundert wieder umfangreiche Umbauten vorgenommen und die Mälzerei im Osten angebaut. Aus dieser Zeit muss auch der große Stadel im Süden des Areals stammen. 1911 fiel die Zugbrücke als Zugang zum Innenhof einem Brand zum Opfer. Deshalb ist von der ursprünglichen Befestigung nur noch die Stadtmauer auf der Nordseite erhalten.

### Nutzung
Kaiser Karl IV. richtete Anfang des 14. Jahrhunderts zur Sicherung der Goldenen Straße entlang der Route überall Pflegämter ein. Der Sitz des Hirschauer Pflegers war das Pflegschloss. Außerdem diente es bis zum Bau des Rathauses auch als Sitz des Stadtrates. Bis zur Aufhebung des Amtes Hirschau im Jahre 1802 diente das Schloss den landesherrlichen Beamten als Amtsgebäude, daneben auch zur Aufbewahrung des angelieferten Zehentgetreides.
Nachdem das Pflegamt Hirschau aufgehoben worden war, ersteigerte der ehemalige Pfleggerichtsdiener Dürschl das Schlossgebäude, das er im Jahr 1817 an Andreas Dorfner verkaufte, der im Gebäude eine Brauerei errichtete. Die restlichen Gebäude und Grundstücke des Areals kaufte die Familie Dorfner im Laufe der folgenden hundert Jahre. Nach mehrmonatigem Streit mit der Stadt Hirschau wurde 1819 westlich des Schlosses die Brauerei und östlich des Schlosses die Mälzerei errichtet. 1820 wurde an Stelle des alten Zollgebäudes des östlichen Hirschauer Tors ein Gasthaus eingerichtet.
1910 wurde an die Nordseite des Gasthofes der sogenannte Schloss-Saal angebaut. Dieser Saal wurde ab 1948 unter dem Namen „Schlosslichtspiele“ als erstes Kino in Hirschau in genutzt. Heute wird dieses Gebäude als Sportanlage der Edelweiß-Schützen benutzt.
Im Jahr 1968 musste die Brauerei aus Platzmangel erweitert werden und zog deshalb gleich nebenan in den Neubau um. Das Schlossgebäude stand damit vorübergehend leer. Seit der Renovierung der alten Schlossgaststätte im Jahre 1987 werden Teile der Gebäude als Restaurant und Hotel genutzt. Für Übernachtungsgäste stehen im Schloss-Hotel zwölf Zimmer zur Verfügung. Eine besondere Attraktion ist das große Fürstenzimmer.